# Alexandra de la Mora
Alexandra de la Mora (Monterrey, 12 de mayo de 1979) es una directora y actriz mexicana.

## Filmografía

### Televisión
| Año       | Producción              | Papel                                 |
| --------- | ----------------------- | ------------------------------------- |
| 2001      | Lo que es el amor       | Mónica Wilson                         |
| 2002      | Daniela                 | Renata Gamboa / Renata Vogue          |
| 2003      | Los simuladores         | Romina                                |
| 2005      | Casados con hijos       | Catalina                              |
| 2006-2007 | La rosa de Guadalupe    | Varios personajes                     |
| 2008-2009 | Mujeres asesinas        | Karen / Nancy                         |
| 2009      | Los simuladores         | Grecia                                |
| 2010      | Las Aparicio            | Karla                                 |
| 2011      | Bienvenida realidad     | Elvira Medel                          |
| 2012      | Londres es azteca       | Ella misma                            |
| 2013      | La patrona              | Patricia Montemar Godínez de Villegas |
| 2013      | Bienes raíces           | Julia Estrada                         |
| 2013      | Fortuna                 | Luciana Annelle Tuñón Ilianov         |
| 2013-2014 | Las trampas del deseo   | Lucía Salazar de Fuentes              |
| 2014-2015 | Los miserables          | Helena Durán Monteagudo de Echeverría |
| 2016      | La querida del Centauro | Julia Peña de García                  |
| 2016-2017 | El Chema                | Inés Clark                            |
| 2016-2017 | Sense 8                 | Agente inmobiliaria                   |

### Películas
- La última muerte - Ray (2011)
- 3:19 - Luciana (2008)
- Cindy la Regia- Mama de Cindy (2020)

### Cortometraje
- Poema possibity - (2014)

### Dirección
- The crinolines - (2014)
- Should I stay or Should I go (2017)
- The last good bye (2017)
- No love lost (2017)
- Dante y Soledad (2024)